# 擬星腔吻鱈
擬星腔吻鱈（学名：Coelorinchus asteroides），又名鱈魚，为輻鰭魚綱鱈形目鼠尾鱈科腔吻鱈屬下的一个种，為亞熱帶海水魚，分布於西南紐西蘭海域，深度33-335公尺，體長可達34公分，生活習性不明，可做為食用魚。